# Ani DiFranco
 Der er for få eller ingen kildehenvisninger i denne artikel, hvilket er et problem. Du kan hjælpe ved at angive troværdige kilder til de påstande, som fremføres i artiklen.

Ani DiFranco (født Angela Maria DiFranco 23. september 1970 i Buffalo, New York) er en Grammy-vindende amerikansk anti-folk singer-songwriter og guitarist. DiFranco er meget produktiv; med undtagelse af år 2000 har hun siden 1990 udgivet mindst et album årligt. 
DiFrancos tekster afspejler i stor grad hendes politiske stillingtagen. Emnerne er bl.a. racisme, sexisme, homofobi, fattigdom og krig, ligesom hun har markeret sig i abortdebatten som "pro-choice". Også udenfor sangteksterne har hun markeret sig politisk – ved de seneste to præsidentvalg støttede hun således aktivt ikke-republikanske kandidater.

## Diskografi

### Studioalbummer
- 1990 – Ani DiFranco
- 1991 – Not So Soft
- 1992 – Imperfectly
- 1993 – Puddle Dive
- 1993 – Like I Said: Songs 1990-91
- 1994 – Out of Range
- 1995 – Not a Pretty Girl
- 1996 – Dilate
- 1996 – The Past Didn't Go Anywhere (med Utah Phillips)
- 1998 – Little Plastic Castle
- 1999 – Up Up Up Up Up Up
- 1999 – Fellow Workers (med Utah Phillips)
- 1999 – To the Teeth
- 2001 – Revelling/Reckoning
- 2003 – Evolve
- 2004 – Educated Guess
- 2005 – Knuckle Down
- 2006 – Reprieve

### Livealbummer
- 1994 – Women in (E)motion (begrænset oplag)
- 1994 – An Acoustic Evening With
- 1997 – Living in Clip
- 2002 – So Much Shouting, So Much Laughter
- 2004 – Atlanta – 10.9.03
- 2004 – Sacramento – 10.25.03
- 2004 – Portland – 4.7.04
- 2005 – Boston – 11.16.03
- 2005 – Chicago – 1.17.04
- 2005 – Madison – 1.25.04
- 2005 – Rome – 11.15.04
- 2006 – Carnegie Hall – 4.6.02